# Jasnorzewski Gardens
Jasnorzewski Gardens är en sjö i Antarktis. Den ligger i Sydshetlandsöarna. Argentina, Chile och Storbritannien gör anspråk på området. Jasnorzewski Gardens ligger 5 meter över havet.